# Österreichisch-ukrainische Beziehungen
Die Österreichisch-ukrainischen Beziehungen sind durch enge historische Verbindungen und eine vielfältige Zusammenarbeit in Politik, Wirtschaft und Kultur geprägt. Bereits in der Habsburgermonarchie gab es Berührungspunkte, da Teile der heutigen Westukraine zu Österreich-Ungarn gehörten. Seit der Unabhängigkeit der Ukraine 1991 haben beide Staaten intensive diplomatische Kontakte geknüpft und zahlreiche Abkommen geschlossen. Österreich unterstützt die Ukraine auf ihrem europäischen Integrationsweg und leistet insbesondere nach Beginn des russisch-ukrainischen Konflikts ab 2014 – und verstärkt seit dem russischen Angriff 2022 – umfangreiche humanitäre Hilfe und politische Unterstützung.

## Geschichte

Völker in Österreich-Ungarn (1910)

### Habsburgische Zeit
Mit der Teilung Polens 1795 kamen die Bukowina und Galizien und Lodomerien (Wolhynien) an Österreich, wo sie eigenständige Kronländer darstellten und bis zum Ersten Weltkrieg zum Österreichischen Reichsteil gehörten. Fast 150 Jahre lang (bis 1918) gehörten Galizien (mit der Hauptstadt Lemberg, heute Lwiw) und die Bukowina (mit Czernowitz, heute Tscherniwzi) zur österreichischen Habsburgermonarchie. In dieser Epoche fand ein fruchtbarer Austausch von Ideen und Talenten statt, der einen gemeinsamen kulturellen Bezugsraum schuf, der bis heute etwa in der Architektur westukrainischer Städte (z. B. Lwiw) sichtbar ist. Unter der Herrschaft der Donaumonarchie konnten Ukrainer ihre kulturelle Identität bewahren und politische Mitsprache erlangen (z. B. über Vertretung im Reichsrat). Österreich-Ungarn erkannte die kurzlebige Ukrainische Volksrepublik mit dem Friedensvertrag von Brest-Litowsk 1917 an. Mit der Auflösung der Habsburgermonarchie nach dem Ende des Ersten Weltkriegs endete die österreichische Herrschaft in der Westukraine.

### 20. Jahrhundert und Unabhängigkeit der Ukraine

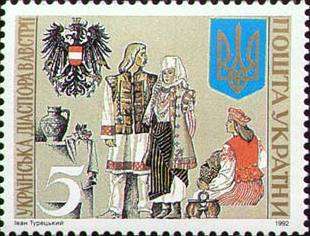
Ukrainische Briefmarke von 1992

Nach 1918 wurden die überwiegend von Ukrainern bewohnten Gebiete Ostgaliziens und der Bukowina anderen Staaten zugeschlagen (Polen, Rumänien bzw. Tschechoslowakei), und die Ukraine war von 1922 bis 1991 als Ukrainische SSR Teil der Sowjetunion. Direkte bilaterale Beziehungen zwischen Wien und Kiew entstanden daher erst nach dem Ende des Kalten Krieges. Österreich erkannte 1991 die Unabhängigkeit der Ukraine rasch an und nahm am 24. Januar 1992 diplomatische Beziehungen auf. Im selben Monat wurde die österreichische Botschaft in Kiew eröffnet, was den Beginn einer intensiven Zusammenarbeit auf allen Ebenen markierte. Bereits im ersten Jahr nach Aufnahme der Beziehungen kam es zu über 20 offiziellen Besuchsreisen in beide Richtungen. In den 1990er Jahren wurden zahlreiche bilaterale Abkommen in nahezu allen Fachbereichen geschlossen; auch entstanden vielfältige Partnerschaften zwischen Städten, Regionen sowie wissenschaftlichen und kulturellen Institutionen. Die Intensivierung zeigt sich etwa im Handelsvolumen, das von ca. 1,8 Mrd. Schilling im Jahr 1992 auf fast 7 Mrd. Schilling (rund 500 Mio. Euro) im Jahr 2001 anstieg. Österreich betrachtete die Ukraine früh als ein Schlüsselland in Europa und unterstützte ihren proeuropäischen Kurs. Österreichische Vertreter betonten, dass die Ukraine historisch und politisch zur europäischen Gemeinschaft gehöre.

### Nach 2014

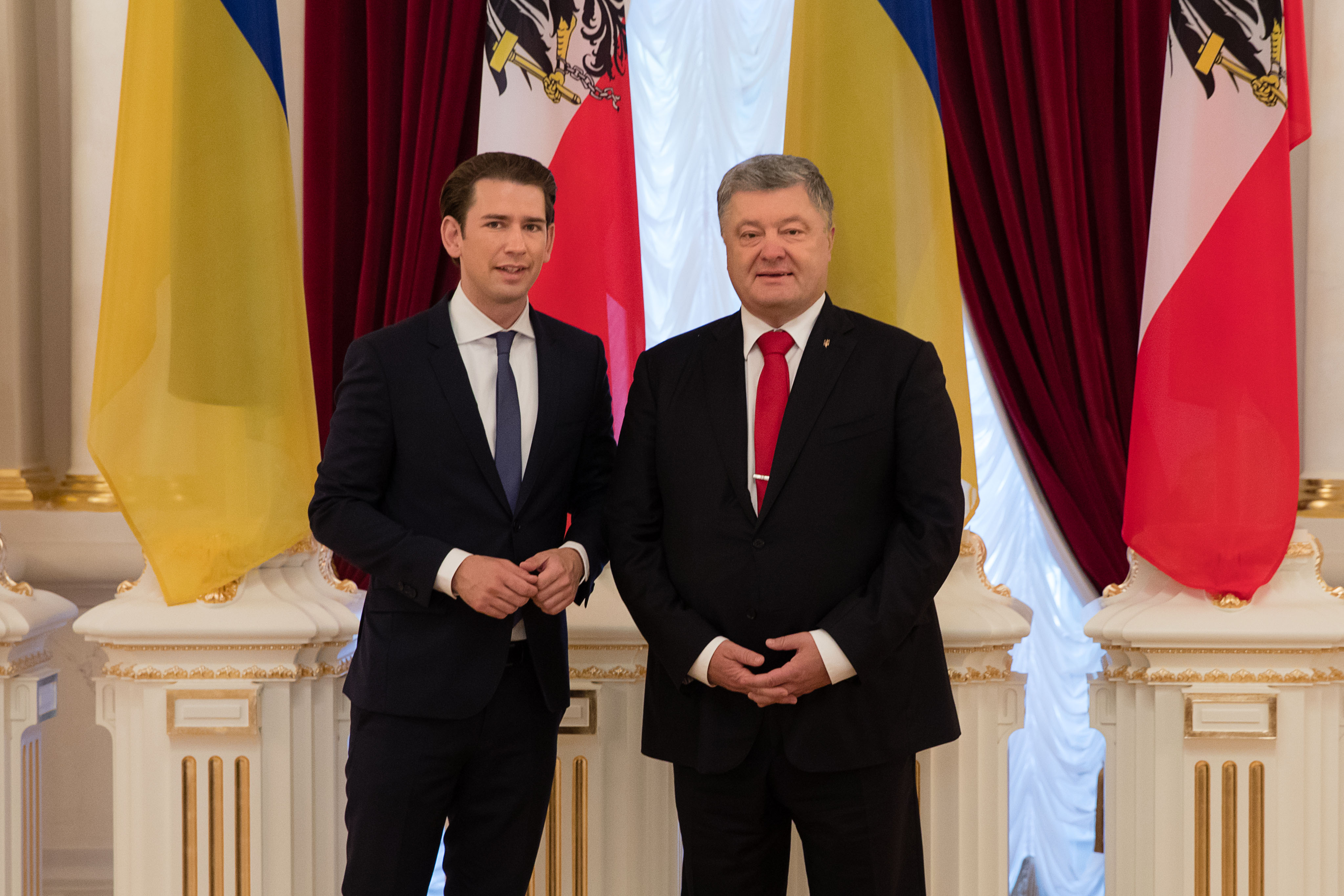
Sebastian Kurz mit Petro Poroschenko (2018)

Die Weigerung der ukrainischen Regierung, ein bereits paraphiertes EU-Assoziierungsabkommen im November 2013 zu unterzeichnen, löste Massenproteste (den Euromaidan) aus, die im Februar 2014 zum Regierungswechsel in Kiew führten. Unmittelbar danach annektierte Russland völkerrechtswidrig die Krim und schürte einen bewaffneten Konflikt in der Ostukraine (Donbass). Österreich verurteilte die Verletzung der ukrainischen Souveränität und Integrität deutlich.  Seit 2014 engagiert sich Wien verstärkt in der Ukraine: Die österreichische Regierung finanzierte humanitäre Projekte in den Konfliktgebieten der Ostukraine und unterstützte Reformbemühungen im ukrainischen Justiz- und Sicherheitssektor – teils bilateral, teils im Rahmen von EU-Programmen.  International suchte Österreich nach diplomatischen Lösungen; so machte es während seines OSZE-Vorsitzes 2017 die Beilegung des Ukraine-Konflikts zum Schwerpunkt und Außenminister Sebastian Kurz reiste zweimal in die Ukraine.  Wesentliche Meilensteine in den EU-Ukraine-Beziehungen waren das Inkrafttreten des EU-Assoziierungsabkommens am 1. September 2017 und die Aufhebung der Visumpflicht für ukrainische Staatsbürger im Schengen-Raum im selben Jahr, Schritte, die auch von Österreich begrüßt und unterstützt wurden.

#### Russischer Angriff auf die Ukraine 2022

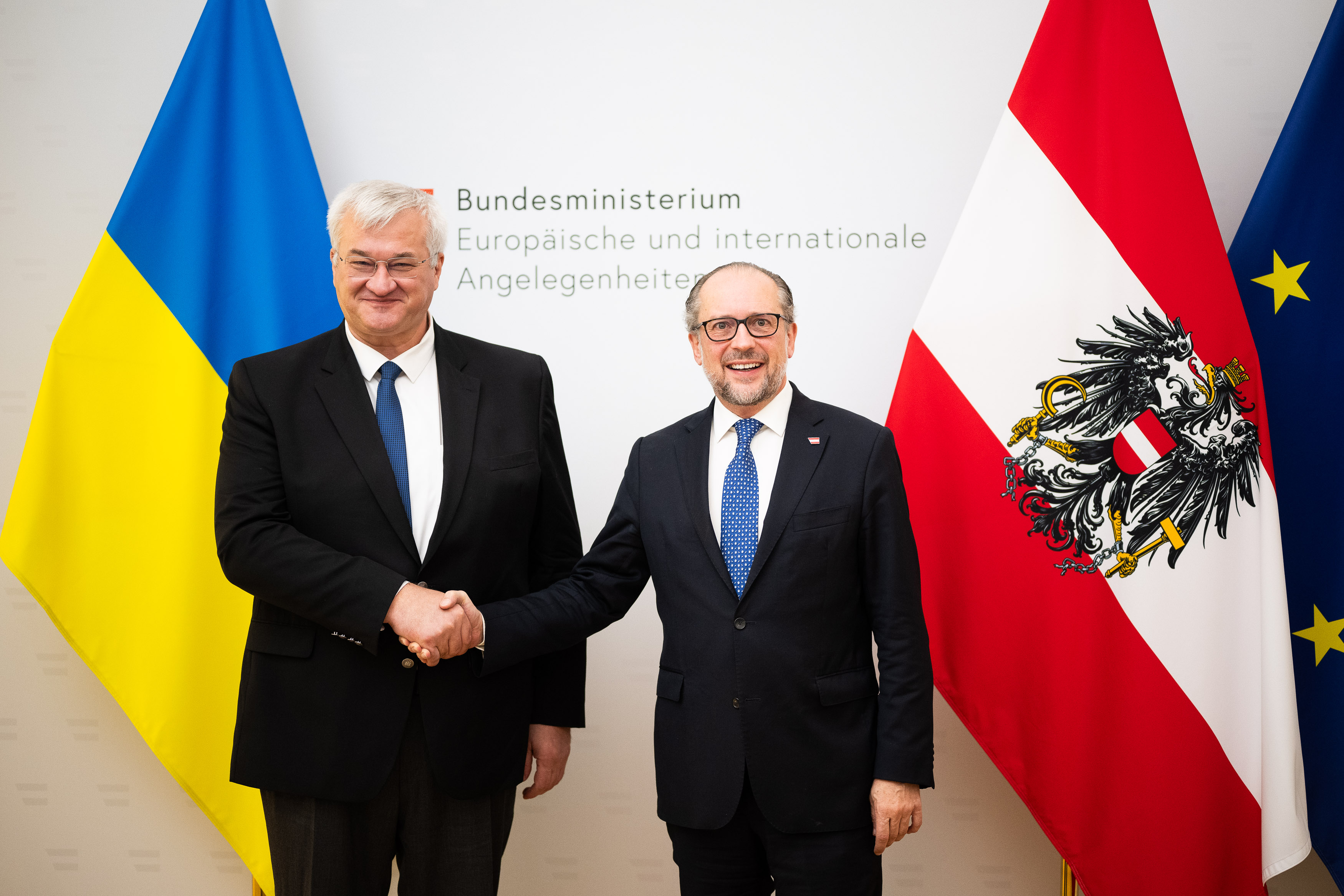
Treffen der Außenminister Andrij Sybiha und Alexander Schallenberg (2024)

Nach dem russischen Überfall auf die Ukraine im Februar 2022 stellte sich Österreich klar auf die Seite der Ukraine. Die Bundesregierung verurteilte die unprovozierte russische Aggression als völkerrechtswidrig und beteiligte sich an allen EU-Sanktionen gegen Russland. Im Juni 2022 sprach sich Österreich für die Verleihung des EU-Beitrittskandidatenstatus an die Ukraine aus, und im Dezember 2023 wurde der Start von EU-Beitrittsverhandlungen beschlossen, was in Wien begrüßt wurde, das die Umsetzung der dafür nötigen Reformmaßnahmen unterstützt. Trotz seiner immerwährenden Neutralität trägt Österreich zur Verteidigungsunterstützung der Ukraine bei: Über die Europäische Friedensfazilität finanziert Wien den Ankauf nicht-tödlicher militärischer Ausrüstung (bis 2023 rund 153 Mio. Euro), während es sich bei Beschlüssen über Waffenlieferungen enthält und keine eigenen Soldaten oder Ausbilder entsendet. Den Schwerpunkt der Unterstützung bildet die humanitäre Hilfe. Österreich hat bis 2023 insgesamt über 200 Mio. Euro an humanitärer und finanzieller Hilfe für die Ukraine bereitgestellt und rund 70.000 Kriegsflüchtlinge aus der Ukraine aufgenommen.
Die Regierung in Wien unterstützt zudem aktiv die Friedensbemühungen der Ukraine: Sie befürwortet die Friedensformel des ukrainischen Präsidenten Wolodymyr Selenskyj (den 10-Punkte-Plan) und engagiert sich insbesondere in den Bereichen nukleare Sicherheit, Ernährungssicherheit (u. a. via die Initiative Grain from Ukraine) sowie humanitäre Minenräumung. Es fanden auch gegenseitige Solidaritätsbesuche auf höchster Ebene statt: Bundespräsident Alexander Van der Bellen reiste Ende Januar 2023 nach Kiew und in die Westukraine, um der Ukraine die anhaltende österreichische Solidarität zu versichern. Gleichzeitig nimmt Österreich an internationalen Koordinationsformaten wie der Krim-Plattform teil, um gemeinsam mit Partnern die ukrainische Souveränität zu stärken und diplomatische Lösungen für den Konflikt zu suchen.

## Wirtschaftsbeziehungen
Die Ukraine ist ein bedeutender Handelspartner Österreichs, insbesondere als Lieferant von Rohstoffen. So bezog Österreich 2021 fast ein Zwölftel aller importierten Rohstoffe aus der Ukraine, und über 40 % seiner Eisenerz-Importe kamen von dort. Im Gegenzug exportiert Österreich vor allem hochwertige Industriegüter; besonders wichtig sind pharmazeutische und medizinische Produkte, Maschinen und technische Ausrüstungen. Österreich zählt auch zu den größten ausländischen Investoren in der Ukraine: Mitte 2021 war es mit kumuliert 1,77 Mrd. US-Dollar Direktinvestitionen der sechstgrößte Investor im Land. Rund 1000 österreichische Unternehmen sind in der Ukraine geschäftlich aktiv, davon haben etwa 200 eine eigene Niederlassung (darunter ca. 25 Produktionsstandorte). Trotz der erschwerten Bedingungen seit dem Kriegsbeginn 2022 haben alle diese Firmen ihre Präsenz im Land aufrechterhalten; viele unterstützen nicht nur ihre Mitarbeiter, sondern auch die Bevölkerung mit Hilfslieferungen und anderen Leistungen. Zur Vertretung der österreichischen Wirtschaft im Land besteht ein AußenWirtschaftsCenter in Kiew.

## Kulturbeziehungen
Die historisch gewachsenen Verbindungen zeigen sich deutlich in den Kulturbeziehungen. In westukrainischen Städten wie Lwiw (Lemberg) und Tscherniwzi (Czernowitz) sind bis heute architektonische und kulturelle Einflüsse der österreichisch-ungarischen Zeit erkennbar. Aufbauend auf diesem Erbe unterhält Österreich ein breites Kulturengagement in der Ukraine. Bereits 1992 wurden die ersten Österreich-Bibliotheken in Lwiw und Tscherniwzi eröffnet; heute existieren landesweit fünf solcher vom österreichischen Außenministerium geförderten Bibliotheken. Zudem bestehen ein Österreichisches Kulturforum in Kiew (temporär stillgelegt seit 2022) und mehrere Kooperationsbüros des Österreichischen Austauschdienstes (OeAD) – etwa in Lwiw und Odessa –, welche Kultur- und Bildungsprojekte umsetzen. Ein gemeinsames Ukraine Office Austria dient als Anlaufstelle für Kulturschaffende, Wissenschaftler und Studierende beider Länder und koordiniert Kooperationsprojekte in Bereichen wie Kunst, Medien, Menschenrechte, Digitalisierung und Gesundheitswesen. Die wissenschaftliche Zusammenarbeit hat ebenfalls einen hohen Stellenwert: Österreich unterhält seit 2001 ein wissenschaftliches Kooperationsbüro in Lwiw mit Fachattaché, und zahlreiche Hochschulpartnerschaften (u. a. zwischen den Universitäten Wien und Lwiw) fördern den akademischen Austausch.

## Diplomatische Standorte
- Österreich hat eine Botschaft in Kiew. Es bestehen zudem mehrere Honorarkonsulate Österreichs in der Ukraine.
- Die Ukraine hat eine Botschaft in Wien.

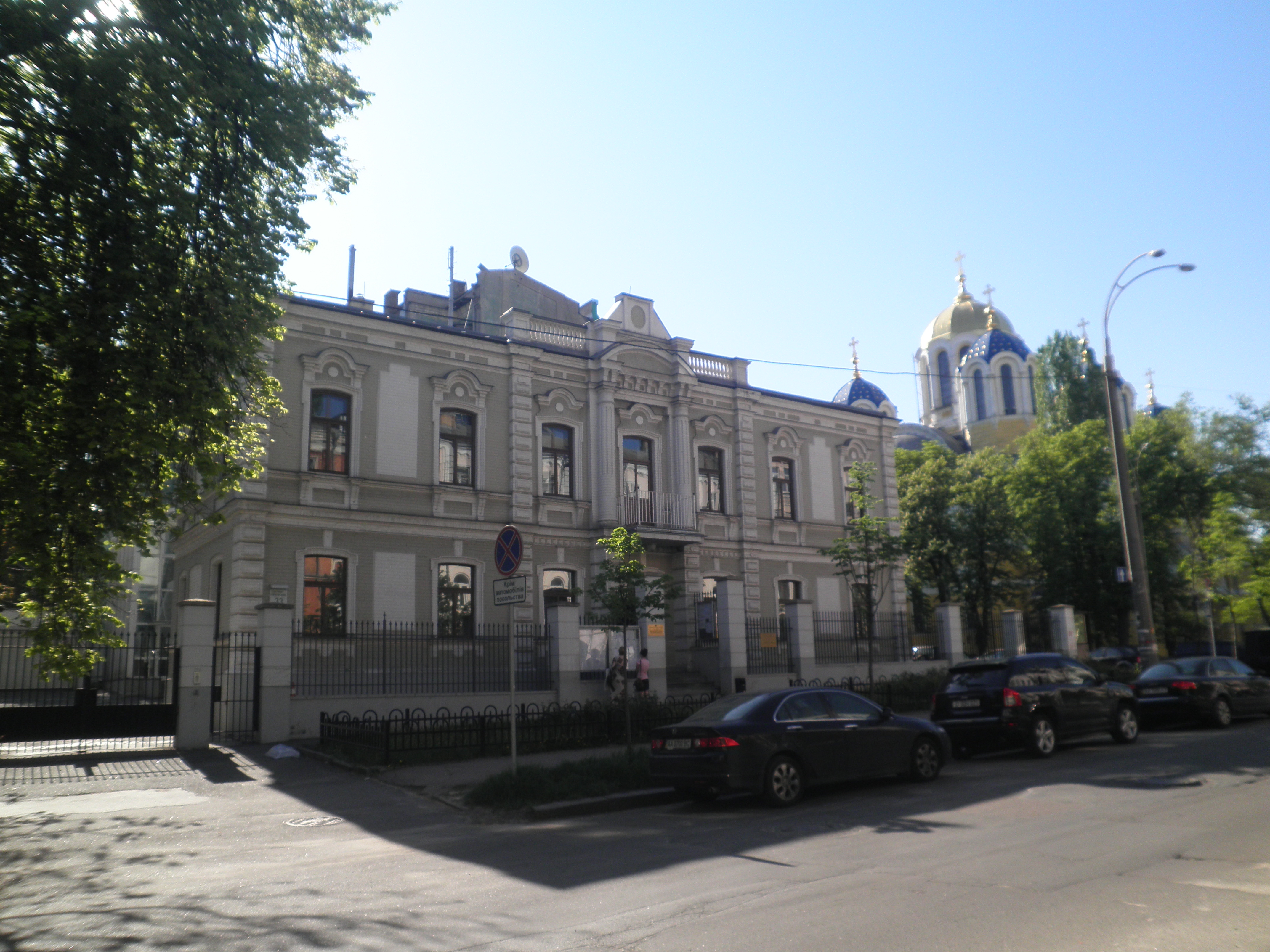
Österreichische Botschaft in Kiew
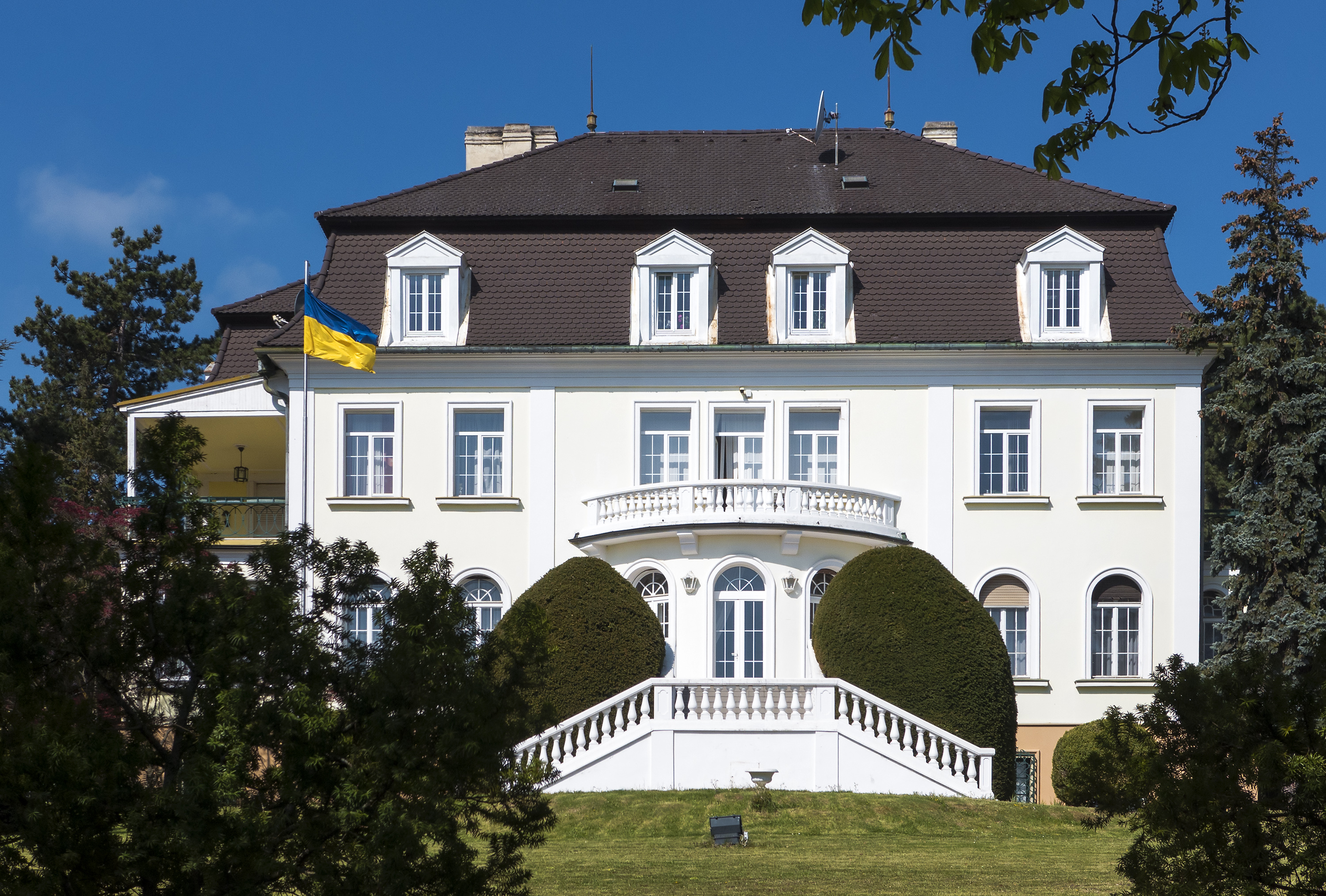
Ukrainische Botschaft in Wien